# Ginnastica Meda
L'A.S.D. Ginnastica Meda è una società sportiva italiana operante nel settore della ginnastica artistica, con sede a Meda.
Il club, nel corso della sua storia, ha vinto 11 campionati di Serie A1, di cui è il club più titolato.

## Panoramica
La società è stata fondata nel 1973 con il nome di Forza e Virtù. Gli atleti sono allenati da Maurizio Allievi, allenatore responsabile delle squadre nazionali GAM.
La squadra ha conquistato il 5º posto nell’anno sportivo 2017. La stagione 2018, invece, si conclude con la 17ª posizione. La riforma dei campionati, che prevedeva la retrocessione per le squadre classificate dal 13º al 21º posto, porta la squadra a disputare la stagione seguente in serie A2. Conclude il campionato in 7ª posizione in classifica.
La squadra si allena nella palestra cittadina di Via Caduti Medesi, individuata dal 1986 quale Centro Federale di Alta Specializzazione con guida tecnica affidata a Maurizio Allievi.
Tra gli atleti tesserati dalla società si ricordano Andrea Coppolino, medaglia d'oro ai Campionati europei di ginnastica artistica 2001, Matteo Morandi, medaglia d'oro ai Campionati europei di ginnastica artistica 2010 e Igor Cassina (medaglia d'oro ai Giochi della XXVIII Olimpiade), ritiratosi dall'attività agonistica al termine della stagione 2010-11 culminata con la conquista del 4º scudetto consecutivo.

## Palmarès

### Serie inferiori
- Serie B (1): 1993
- Serie C (5): 1992, 2006, 2007, 2008, 2015

### Serie A1
- 2000: Andrea Coppolino, Cristian Brera, Igor Cassina, Matteo Angioletti
- 2001: Andrea Coppolino, Igor Cassina, Matteo Angioletti
- 2002: Andrea Coppolino, Igor Cassina, Matteo Angioletti, Jari Monkkonen
- 2003: Andrea Coppolino, Andreu Vivo, Igor Cassina, Matteo Angioletti
- 2005: Andrea Coppolino, Eric Casimir, Igor Cassina, Matteo Angioletti, Marius Urzica, Riccardo Costa
- 2006: Andrea Coppolino, Igor Cassina, Matteo Angioletti, Riccardo Costa
- 2008: Andrea Coppolino, Igor Cassina, Matteo Angioletti, Matteo Morandi
- 2009: Andrea Coppolino, Igor Cassina, Matteo Angioletti, Matteo Morandi
- 2010: Igor Cassina, Matteo Angioletti, Matteo Morandi, Lorenzo Ticchi
- 2011: Igor Cassina, Matteo Angioletti, Matteo Morandi, Michele Sanvito, Lorenzo Ticchi
- 2012: Matteo Angioletti, Matteo Morandi, Michele Sanvito, Lorenzo Ticchi

## Onorificenze
Stella d'argento al merito sportivo - 2007